# Eurocircuito da Costilha
O Eurocircuito da Costilha (ou também: Eurocircuito de Lousada) é um circuito de desportos motorizados localizado em Lousada, no distrito do Porto, em Portugal. O seu piso é de 40% de terra batida e 60% em alcatrão. O Eurocircuito é usado em muitas competições regionais, nacionais e até internacionais de Rallycross. Foi sede de várias provas do Campeonato Europeu de Autocross, bem como Europeus e Mundiais de Ralis. Foi ainda o local eleito para a realização da super-especial do Rally de Portugal em diversas edições.